# Загуже-Шльонське
Загуже-Шльонське (пол. Zagórze Śląskie, нім. Kynau) — село в Польщі, у гміні Валім Валбжиського повіту Нижньосілезького воєводства.
Населення — 438 осіб (2011).
У 1975-1998 роках село належало до Валбжиського воєводства.

## Демографія
Демографічна структура станом на 31 березня 2011 року:
|          | Загалом | Допрацездатний вік | Працездатний вік | Постпрацездатний вік |
| -------- | ------- | ------------------ | ---------------- | -------------------- |
| Чоловіки | 219     | 51                 | 157              | 11                   |
| Жінки    | 219     | 34                 | 137              | 48                   |
| Разом    | 438     | 85                 | 294              | 59                   |

## Туризм
На території села знаходяться руїни середньовічного замку Гродно. До інших туристичних принад села належать: гребля на річці Бистшиці та утворене завдяки ній Бистшицьке озеро, парафіяльний костел Святого Хреста (1500 р., перебудований у 1866 р.), палац (друга половина ХІХ ст.), вокзал (1902 р.), мурований кам'яний міст (1820 р.).